# Tellico Plains
Tellico Plains är en kommun (town) i Monroe County i Tennessee. Vid 2010 års folkräkning hade Tellico Plains 880 invånare.